# أبو عدي المصري بن الإمام
عبد العزيز بن علي بن أحمد بن محمد بن إسحاق بن الفرج أبو عدي المصري بن الإمام (903م – 31 مايو 991) المعروف بأبو عدي المصري بن الإمام، والملقب بشيخ الإسلام وأسد السنة والجماعة، كان قاضيًا مصريًا وعالم دين وشيخ الإسلام، ويعتبر من مشاهير القضاة وعلماء الدين المصريين في العصرين العباسي والفاطمي، وأول من حمل اسم "ابن الإمام". وهو اسم عائلة الإمام، وهي عائلة نبيلة ظهر منها العديد من القضاة والأمراء في العصور الوسطى. ويعتبر مؤسس عائلة الإمام وهو جد الأمير المصري الشهير علاء الدين بن الإمام، أحد أمراء السلطنة المملوكية.

## النشأة
ولد أبو عدي أو عبد العزيز في بيت عائلة الإمام بمصر عام 903، أي في أواخر عصر الإمارة الطولونية. كان والده إمامًا وشيخًا كبيرًا وله كلمته.

أخذ أبو عدي القراءة عن خيرة العلماء مثل ابن قديد، وفي هذا يقول الإمام ابن الجزري: 
"أبو عدي أخذ القراءة عرضا وسماعا عن أحمد بن هلال، وأبو بكر بن سيف".

## إنجازاته
ويعتبر القاضي أبو عدي المصري بن الإمام من أشهر شيوخ السنة والجماعة في العصر الفاطمي، بالإضافة إلى أنه كان في منصب شيخ شيوخ قراء مصر. ومسند قراء مصر، وكانت له محاولات نبيلة في التصدي لمحاولات تشييع مصر على يد الأسرة الفاطمية الحاكمة في ذلك الوقت. واعتبره أهل السنة والجماعة في مصر بطلا شجاعا وممثلا لهم.
وروى حروف القرآن عن إبراهيم بن حمدان بن عبد الصمد عن علي عن أبي عبيد القاسم بن سلام وعن النحاس عن الأزرق.

وقد اعتبر العلماء أبو عدي بن الإمام من أعلى علماء القراءات إسنادا في زمانه، وفي هذا يقول الحافظ الإمام شمس الدين الذهبي: 
"أبو عدي أعلى من قرأت القرآن من طريقه."
تصدر «أبي عدي» لتعليم القرآن، وسنة النبي عليه الصلاة والسلام، واشتهر بالثقة وعلو الإسناد، وصحة القراءة، وحسن الضبط، وأقبل عليه طلاب العلم وحفاظ القرآن، وتتلمذ عليه الكثيرون، ومن الذين أخذوا عنه القراءة القرآنية: أحمد بن علي بن هاشم، واسماعيل بن عمرو بن راشد، وخلف بن إبراهيم، وطاهر ابن غلبون، وأبي الفضل الخزاعي، ومكي بن أبي طالب القيسي، وأبي عمر الطلمنكي، وعبد الجبار الطرسوسي، وأبي محمد عبد الله بن محمد الظهراوي، وآخرون.
اشتهر القاضي أبو عدي المصري بن الإمام في جميع أنحاء العالم الإسلامي، وعُرف بعلمه الغزير وسمعته الطيبة، مما جعل مصر مقصدًا لعلماء المسلمين، وخاصة علماء الدين.
ويعتبر القاضي أبو عدي بن الإمام هو الذي أكمل نقل رواية ورش عن نافع لقراءة القرآن الكريم على أهل المغرب الإسلامي الذين يستخدمون رواية ورش عن نافع إلى يومنا هذا. فسجل تلاوة ورش عن نافع وقرأها على كثير من المشايخ ونقلوها إلى المغرب بلفظها الصحيح. وأشهرهم الشيخ أحمد بن نفيس، الذي كان يقرأ الرواية بلفظها الصحيح على الشيخ بن الفحام فسندها.
كما روى أبو عدي أحاديث كثيرة عن النبي وسمع منه عدد كبير من المشايخ مثل علي بن قديد ومحمد بن زبان. وروى عنه أيضاً عدد من الناس منهم الشيخ يحيى بن الطحان.

احتل أبو عدي مكانة سامية ومنزلة عالية، وكان حجة وقد أثنى عليه الكثيرون، يقول ابن الجزري: 
"أبو عدي مقرئ محدث، متصدر، ضابط شيخ الإقراء ومسندهم بمصر، وكان شيخا ورعا صدوقا."

## وفاته
بعد مسيرة حافلة بالعطاء، توفي القاضي أبو عدي عبد العزيز بن الإمام في 31 مايو 991 في عهد الخليفة الفاطمي المصري العزيز بالله عن عمر ناهز 88 عاما.
وقد اختلف العلماء في تاريخ وفاة أبو عدي فقال أبي اسحاق الحبال: توفي في عاشر ربيع الأول سنة إحدى وثمانين وثلاثمائة. وقال «أبي عمرو الداني»: توفي سنة ثمانين وثلاثمائة. وقال «أسد اليزدي»: «توفي في شهر شعبان سنة تسع وسبعين وثلاثمائة».

## إرثه
في العصور التي تلت وفاته وخصوصًا في عصر السلطنة المصرية المملوكية، وصل احفاده إلى أعلى مناصب القضاة والإمارة مثل القاضي عبد القادر بن إبراهيم بن الإمام والقاضي زين الدين عبد الرحيم بن الإمام والأمير علاء الدين بن الإمام وغيرهم.